# Гіркокаштан криваво-м'ясний
Гіркокашта́н крива́во-м'ясни́й (Aesculus × carnea) — багаторічна рослина родини сапіндових, штучний гібрид між гіркокаштаном червоним та звичайним. Дуже цінна і поширена декоративна культура.

## Походження
Точних відомостей про походження цієї рослини немає. Перші плідні особини гіркокаштана криваво-м'ясного зафіксовані в 1818 році в Німеччині. Утворитися вони могли лише при сумісному культивуванні поблизу двох батьківських видів, оскільки в природі їх ареали не дотичні (гіркокаштан звичайний родом з Балкан, а гіркокаштан червоний — з Північної Америки). Перший науковий опис рослини здійснено в 1822 році німецьким ботаніком Карлом Людвігом Йоганом Цейгером. Латинська видова назва carnea в перекладі означає «кольору м'яса».

## Опис

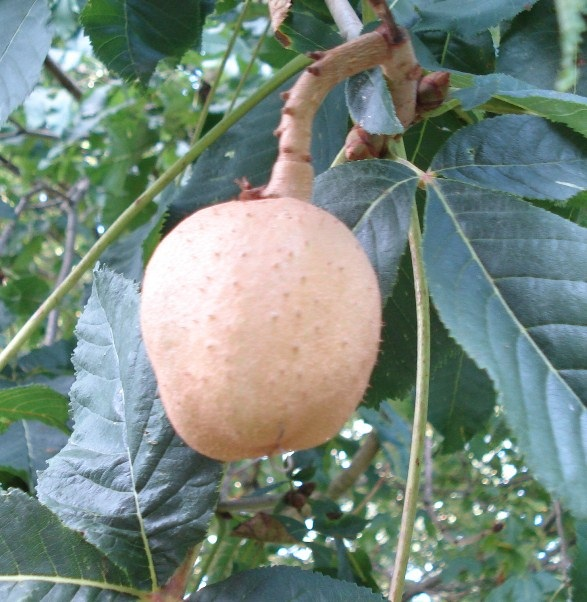
Плід

Величне листопадне дерево заввишки 20-25 м, з прямим кремезним стовбуром. Відрізняється красивою кроною — пірамідальною, розлогою та густою водночас. Кора на молодих гілках зелена, згодом набуває червонувато-коричневого кольору з яскраво-помаранчевими сочевичками. Черешки завдовжки до 23 см. Листки складні, пальчасті, складаються з 5-7 листочків. Окремі листочки еліптичні або обернено-яйцеподбні 8-15 см завдовжки. За розміром вони менші, а за кольором темніші ніж у гіркокаштана звичайного. На відміну від батьківських видів листя цього гібриду не жовтіє восени.
Суцвіття — волоть 12-20 см завдовжки. Квітки яскраво-червоні, з жовтою плямою в середині. Плід — куляста коробочка завширшки 3-4 см, гладка або ледь шипувата, блідо-коричнева. Всередині плоду містяться 2-3 коричневих насінини, схожих на горіхи.

## Екологія та поширення

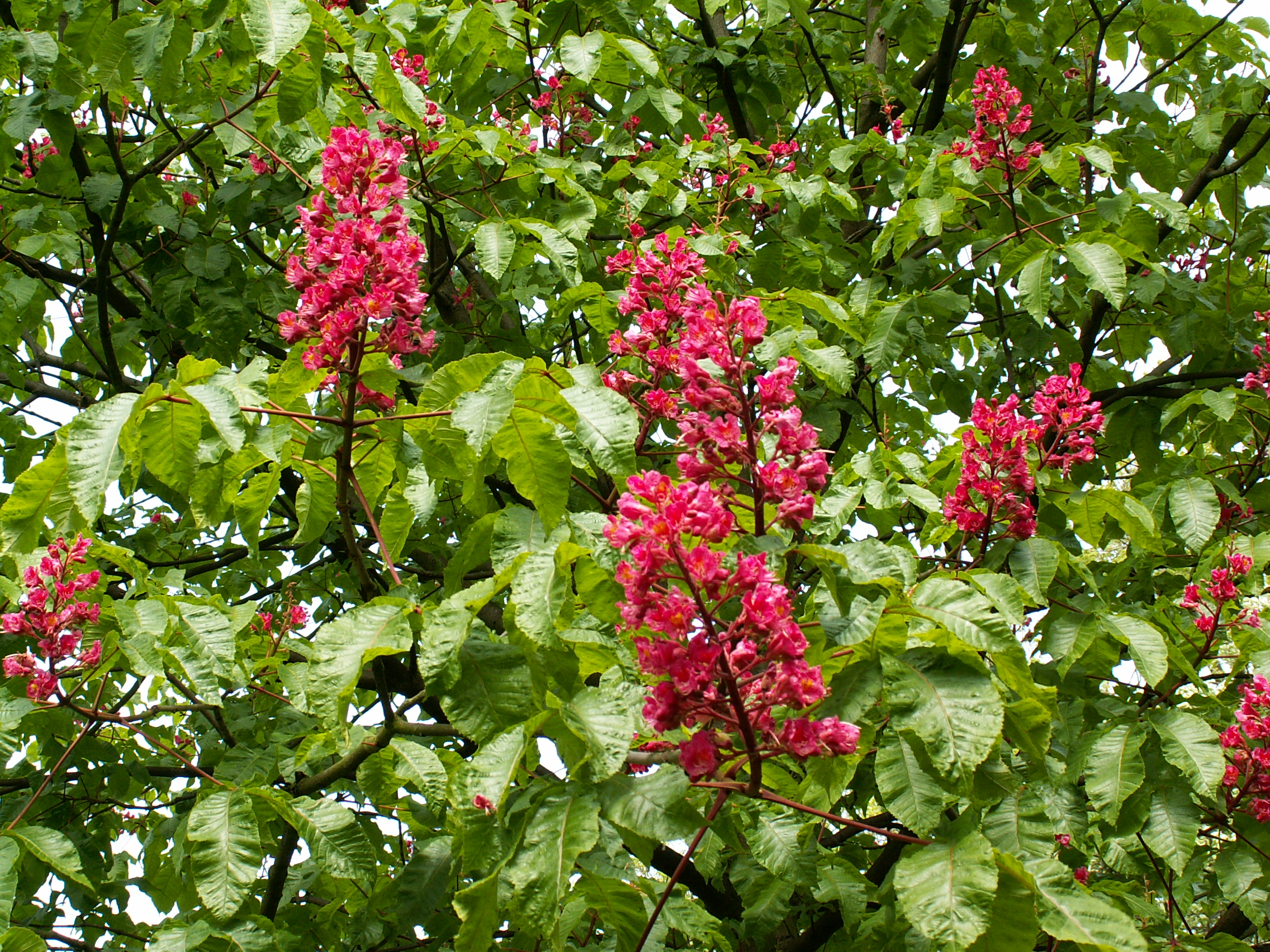

Квітне у травні. Фертильність (здатність до запліднення) у цього виду нижча, ніж у батьківських форм. Повного розвою дерева досягають у віці 20-50 років.
Зараз цей вид поширений в помірних і субтропічних районах Європи і Північної Америки, його вирощують у садах і парках, використовують для озеленення вулиць. В Україні цей гібрид поки що мало відомий, поодинокі криваво-м'ясні гіркокаштани можна побачити у Києві (наприклад, на вулиці Дмитра Чижевського), на вулицях Ялти, в колекціях ботанічних садів і дендропарків, на центральній вулиці Луцька ( пр-т Волі).

## Сорти

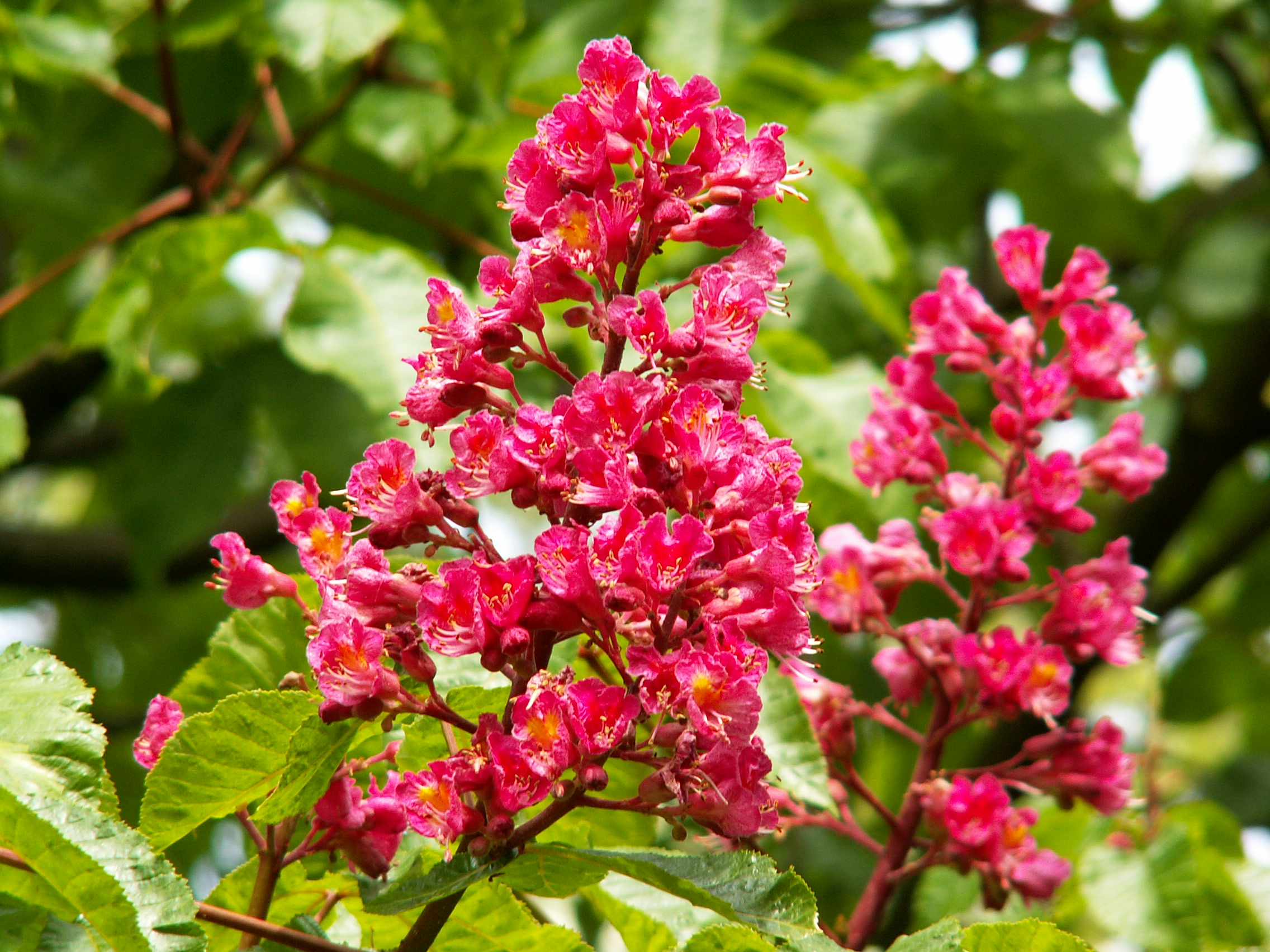

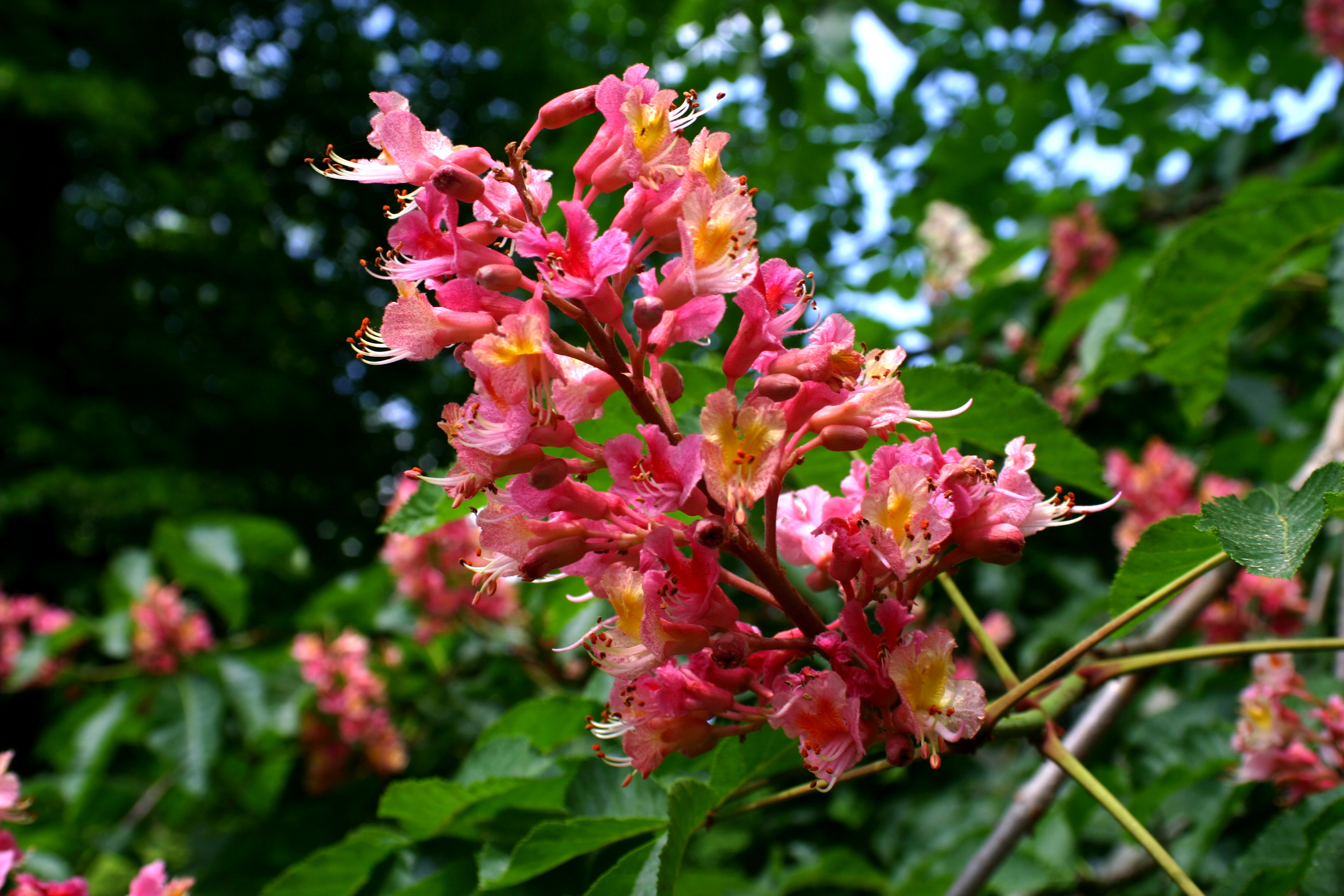

В межах цього виду виведено декілька сортів, з них найбільш відомі такі:
- Aesculus × carnea 'Briotii'[2] — виведений в 1858 році у Франції, названий на честь селекціонера П'єра Луї Бріоті, який працював у Версалі. Дерево середнього розміру з кулястою, компактною кроною. Має ефектні суцвіття насичено-рожевого кольору, завдовжки до 25 см;
- Aesculus × carnea 'O'Neil' — суцвіття яскраво-червоного кольору, завдовжки 25-30 см;
- Aesculus × carnea 'Fort McNair' — названий на честь місця, де був виведений. Має темно-рожеві квітки з жовтими плямами, стійкий до сонячних опіків та ураження плямистістю;
- Aesculus × carnea 'Pendula' — сорт вперше описаний в 1902 році в Королівських ботанічних садах в К'ю, жодних відомостей про його поширення за межами Англії не має. Відрізняється повислими гілками, ця ознака проявляється лише у дорослих особин. Деякі дослідники ставлять під сумнів існування цієї форми, оскільки повислі гілки спостерігаються і у старих дерев гіркокаштана звичайного;
- Aesculus × carnea ф. purpurea — квітки насичено-рожевого, майже фіолетового кольору;
- Aesculus × carnea ф. plantierensis — квітки яскраво-рожевого кольору з жовтими плямами, безплідні. Ця форма високо цінується за те, що не засмічує плодами вулиці.

## Шкідники
Рослини чутливі до грибкових захворювань, зокрема коралової плямистості, також вражаються каштановою мінуючою міллю та Pulvinaria regalis, латентним вірусом кільцевої плямистості полуниці. Зараження вірусом найчастіше відбувається за допомогою нематод Xyphinema diversicaudatum або при механічних ушкодженнях, наприклад, щепленні.

## Цікавий факт
Дерева цього виду стали об'єктом корупційного скандалу: навесні 2013 року для озеленення вулиці Хрещатик у Києві було придбано 289 саджанців сорту 'Briotii' на загальну суму 2,96 мільйонів гривень. Згодом висаджені дерева виявилися звичайними гіркокаштанами. Станом на кінець 2014 року слідство не було завершене.

## Синоніми
- Aesculus × carnea var. briotii Bean
- Aesculus × carnea var. pendula A.Henry
- Aesculus × carnea f. pendula (A.Henry) Rehder
- Aesculus × spectabilis Dippel